# Sture Ericsson (Badminton)
Sture Ericsson (* um 1915; † nach 1942) war ein schwedischer Badmintonspieler. 

## Karriere
Sture Ericsson gewann 1938 seinen ersten nationalen Titel in Schweden. Weitere Titelgewinne folgten 1939, 1940, 1941 und 1942.

## Sportliche Erfolge
| Saison    | Veranstaltung                 | Disziplin    | Platz | Name                                                               |
| --------- | ----------------------------- | ------------ | ----- | ------------------------------------------------------------------ |
| 1937/1938 | Schweden: Einzelmeisterschaft | Herrendoppel | 1     | Sture Ericsson / Gösta Kjellberg (Brandkåren / SBK)                |
| 1938/1939 | Schweden: Einzelmeisterschaft | Herrendoppel | 1     | Sture Ericsson / Gösta Kjellberg (Brandkåren / SBK)                |
| 1938/1939 | Schweden: Einzelmeisterschaft | Herreneinzel | 1     | Sture Ericsson (Brandkåren)                                        |
| 1939/1940 | Schweden: Einzelmeisterschaft | Mixed        | 1     | Sture Ericsson / Britta Bergström (Brandkåren / Försäkringsmännen) |
| 1940/1941 | Schweden: Einzelmeisterschaft | Mixed        | 1     | Sture Ericsson / Britta Bergström (Brandkåren / Försäkringsmännen) |
| 1941/1942 | Schweden: Einzelmeisterschaft | Herrendoppel | 1     | Sture Ericsson / Gösta Kjellberg (Brandkåren / SBK)                |